# Osiek (Powiat Oświęcimski)
Osiek ist ein Dorf im Powiat Oświęcimski der Woiwodschaft Kleinpolen in Polen. Sie ist Sitz der gleichnamigen Landgemeinde mit etwa 8200 Einwohnern.

## Geschichte
Der Ort wurde 1278 erstmals urkundlich als Ossech erwähnt. Die Pfarrei Ossek wurde im Peterspfennigregister des Jahres 1326 im Dekanat Auschwitz des Bistums Krakau erwähnt. Im Jahre 1400 wurde ein unidentifiziertes Dorf im Herzogtum Auschwitz als Bratmansdorff erwähnt, vielleicht ein flüchtiger Name des Dorfes (Deutsche Ostsiedlung?).
Politisch gehörte das Dorf ursprünglich in der Zeit des polnischen Partikularismus zum Herzogtum Oppeln-Ratibor (Kastellanei Auschwitz). Das Herzogtum wurde 1281 nach dem Tod von Wladislaus I. von Oppeln geteilt. Seit 1290 gehörte das Dorf zum Herzogtum Teschen und seit 1315 zum Herzogtum Auschwitz. Seit 1327 bestand die Lehnsherrschaft des Königreichs Böhmen. Im Jahre 1457 wurde es von Polen abgekauft und als Osschek erwähnt.
Bei der Ersten Teilung Polens kam Osiek 1772 zum neuen Königreich Galizien und Lodomerien des habsburgischen Kaiserreichs (ab 1804).
1918, nach dem Ende des Ersten Weltkriegs und dem Zusammenbruch der k.u.k. Monarchie, kam Osiek zu Polen. Unterbrochen wurde dies nur durch die Besetzung Polens durch die Wehrmacht im Zweiten Weltkrieg.
Von 1975 bis 1998 gehörte Osiek zur Woiwodschaft Bielsko-Biała.

## Baudenkmale

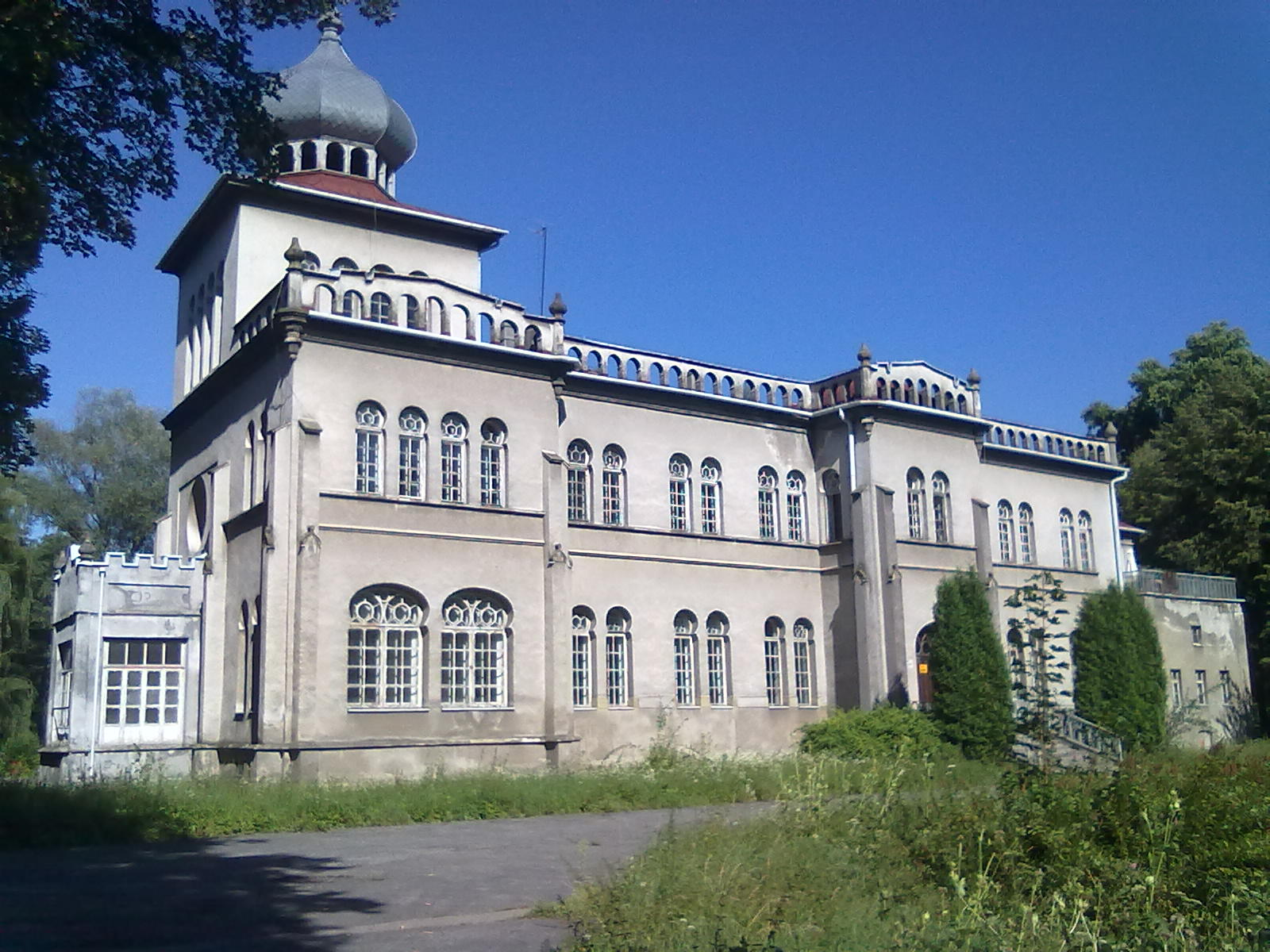
Schloss
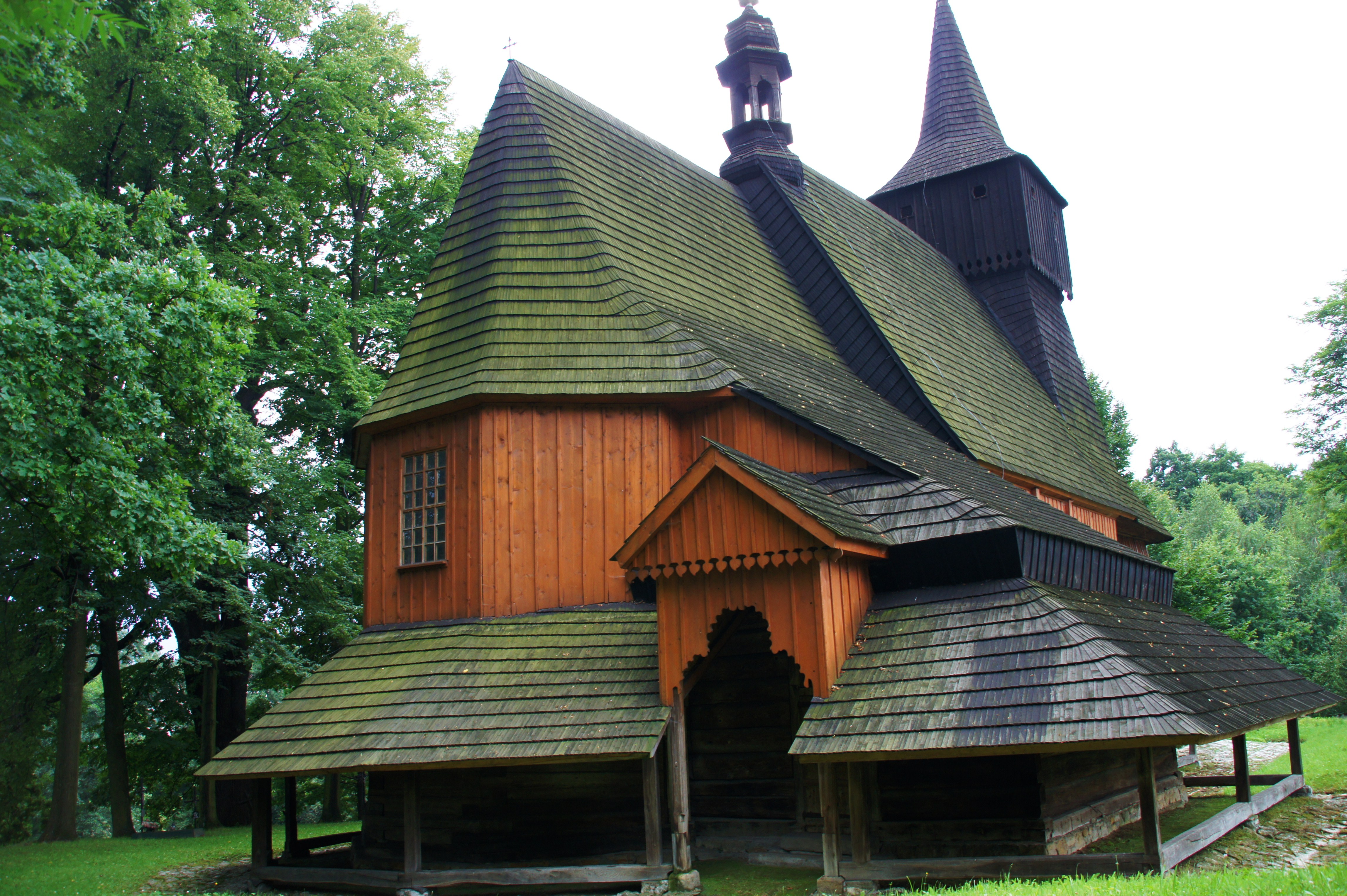
Alte Kirche

## Gemeinde
Zur Landgemeinde (gmina wiejska) Osiek gehören neben dem namensgebenden Hauptort noch das Dorf Głębowice.